# Europastraße 8
Die Europastraße 8 (E 8) oder Europastraße 08 (E 08) ist eine Europastraße, die sich in Nord-Süd-Richtung durch Skandinavien erstreckt. Sie beginnt in Tromsø in Norwegen und endet in Turku in Finnland.

## Verlauf
Die vorangestellten Straßenbezeichnungen geben an, mit welchen nationalen (rot) oder Europastraßen (grün) die jeweiligen Streckenabschnitte identisch sind. Hinter den Ortsnamen angegebene Bezeichnungen in Klammern verweisen auf Knotenpunkte mit anderen Straßen. Für die Abschnitte der  ist zusätzlich der jeweilige lokale Straßenname angegeben. 
- Norwegen:
  - Tromsø – Tromsøysundtunnel – Nordkjosbotn
  -  E 6: Nordkjosbotn – Skibotn – Helligskogen – Grenze nach Finnland
- Finnland:
  - /Käsivarrentie: Grenze – Kilpisjärvi – Peera – Kelottijärvi – Maunu – (93)
  - /Muoniontie: (93) – Aijäjoki – Sonkamuotka
  - /Kilpisjärventie: Sonkamuotka – Yli-Muonio – Savela – Muonio
  - /Torniontie: Muonio – Kangosjärvi - ...
  - /Muoniontie: ... – (940) – Kolari – Ylläsjokisuu
  - /Pellontie: Ylläsjokisuu – Pohjasenvaara – Venetti – Sieppijärvi – Vittikkovuoma
  - /Kolarintie: Vittikkovuoma – Orajärvi – Pello
  - /Pelliontie: Pello
  - /Torniontie: Pello – Ojala – Ylipää – Turtola – Lahti – Juoksenki – Kaulinranta
  - /Kilpisjärventie: Kaulinranta – Torniojoki – Ylitornio
  - /Torniontie: Ylitornio – Pekanpää
  - /Jokivarrentie (Jokivarsivägen): Pekanpää – Korpikylä – Rautionpää – Karunki – Ala-Vojakkala – Särkinärä – Tornio
  -  E 4 / : Tornio – Keminmaa
  -  /: Keminmaa – Kemi – Maksniemi – Simo – Kuivaniemi – Olhava – Ii – Pateniemi – Oulu (, ) – Kempele – Liminka
  - : Liminka – Revonlahti – Raahe – Piehinki – Parhalahti – Pyhäjoki – Yppäri – Kalajoki () – Siironen – Himanka – Jokikylä – Marinkainen – () – Kokkola () – Kruunupyy – Kolppi – Pedersören Kunta – Kovjoki – Ytterjeppo () – Oravainen – Mustasaari – Vaasa
  -  E 12 /  / : Vaasa – Vikby
  - : Vikby – Pirttikylä – Pjelax – Metsälä – Kallträsk – Kuvaskangas – Tuorila – Söörmarkku () – Pori () – Luvia – Eurajoki – Rauma () – Unaja – Vermuntila – Ihode – Untamala – Laitila – Mynärnäki – Nousiainen – Masku – Raisio ( E 18) – Turku ( E 63)